# Iouri Khmyliov
Temple de la renommée russe : 2014
Iouri Alekseïevitch Khmyliov - en russe : Юрий Алексеевич Хмылёв, et en anglais : Yuri Khmylev (né le 9 août 1964 à Moscou en URSS) est un joueur professionnel russe de hockey sur glace.

## Carrière de joueur
En 1981, il débute avec les Krylia Sovetov dans le championnat d'URSS. Il est choisi en 1992 au cours du repêchage d'entrée dans la Ligue nationale de hockey par les Sabres de Buffalo en 5e ronde, en 108e position. Il part alors en Amérique du Nord et débute dans la LNH. Le 20 mars 1996, il est échangé aux Blues de Saint-Louis avec un choix de huitième ronde 1996 (Andrei Podkonicky) en retour de Jean-Luc Grand-Pierre et deux choix de repêchages de seconde et troisième ronde en 1996 (Cory Sarich) puis 1997 (Maksim Afinoguenov). En 1996-1997, son équipe des Bulldogs de Hamilton s'incline en finale de la Coupe Calder contre les Bears de Hershey dans la Ligue américaine de hockey. En 1999, il termine sa carrière avec les Maple Leafs de Saint-Jean.

## Carrière internationale
Il a représenté l'URSS puis la Russie au niveau international. Il a inscrit 18 buts en 96 rencontres.

## Statistiques

### En club
| Saison     | Équipe                    | Ligue      |     | Saison régulière | Saison régulière | Saison régulière | Saison régulière | Saison régulière |    | Séries éliminatoires | Séries éliminatoires | Séries éliminatoires | Séries éliminatoires | Séries éliminatoires |
| Saison     | Équipe                    | Ligue      | PJ  | B                | A                | Pts              | Pun              | PJ               | B  | A                    | Pts                  | Pun                  |                      |                      |
| 1981-1982  | Krylia Sovetov            | URSS       | 8   | 2                | 2                | 4                | 0                |                  |    |                      |                      |                      |                      |                      |
| 1982-1983  | Krylia Sovetov            | URSS       | 51  | 9                | 7                | 16               | 14               |                  |    |                      |                      |                      |                      |                      |
| 1983-1984  | Krylia Sovetov            | URSS       | 43  | 7                | 8                | 15               | 10               |                  |    |                      |                      |                      |                      |                      |
| 1984-1985  | Krylia Sovetov            | URSS       | 30  | 11               | 4                | 15               | 24               |                  |    |                      |                      |                      |                      |                      |
| 1985-1986  | Krylia Sovetov            | URSS       | 40  | 24               | 9                | 33               | 22               |                  |    |                      |                      |                      |                      |                      |
| 1986-1987  | Krylia Sovetov            | URSS       | 40  | 15               | 15               | 30               | 48               |                  |    |                      |                      |                      |                      |                      |
| 1987-1988  | Krylia Sovetov            | URSS       | 48  | 21               | 8                | 29               | 46               |                  |    |                      |                      |                      |                      |                      |
| 1988-1989  | Krylia Sovetov            | URSS       | 44  | 16               | 18               | 34               | 38               |                  |    |                      |                      |                      |                      |                      |
| 1990-1991  | Krylia Sovetov            | URSS       | 44  | 14               | 13               | 27               | 30               |                  |    |                      |                      |                      |                      |                      |
| 1990-1991  | Krylia Sovetov            | URSS       | 45  | 25               | 14               | 39               | 26               |                  |    |                      |                      |                      |                      |                      |
| 1991-1992  | Krylia Sovetov            | URSS       | 36  | 15               | 15               | 30               | 20               |                  |    |                      |                      |                      |                      |                      |
| 1992-1993  | Sabres de Buffalo         | LNH        | 68  | 20               | 19               | 39               | 28               | 8                | 4  | 3                    | 7                    | 4                    |                      |                      |
| 1993-1994  | Sabres de Buffalo         | LNH        | 72  | 27               | 31               | 58               | 49               | 7                | 3  | 1                    | 4                    | 8                    |                      |                      |
| 1994-1995  | Soviet Wings              | LIH        | 15  | 2                | 2                | 4                | 4                | --               | -- | --                   | --                   | --                   |                      |                      |
| 1994-1995  | Sabres de Buffalo         | LNH        | 48  | 8                | 17               | 25               | 14               | 5                | 0  | 1                    | 1                    | 8                    |                      |                      |
| 1995-1996  | Sabres de Buffalo         | LNH        | 66  | 8                | 20               | 28               | 40               | --               | -- | --                   | --                   | --                   |                      |                      |
| 1995-1996  | Blues de Saint-Louis      | LNH        | 7   | 0                | 1                | 1                | 0                | 6                | 1  | 1                    | 2                    | 4                    |                      |                      |
| 1996-1997  | Rafales de Québec         | LIH        | 15  | 1                | 7                | 8                | 4                | --               | -- | --                   | --                   | --                   |                      |                      |
| 1996-1997  | Bulldogs de Hamilton      | LAH        | 52  | 5                | 19               | 24               | 43               | 22               | 6  | 7                    | 13                   | 12                   |                      |                      |
| 1996-1997  | Blues de Saint-Louis      | LNH        | 2   | 1                | 0                | 1                | 2                | --               | -- | --                   | --                   | --                   |                      |                      |
| 1997-1998  | Fribourg-Gottéron         | LNA        | 17  | 5                | 6                | 11               | 2                |                  |    |                      |                      |                      |                      |                      |
| 1998-1999  | Maple Leafs de Saint-Jean | LAH        | 48  | 12               | 21               | 33               | 19               | 5                | 2  | 1                    | 3                    | 4                    |                      |                      |
| Totaux LNH | Totaux LNH                | Totaux LNH | 263 | 64               | 88               | 152              | 133              | 26               | 8  | 6                    | 14                   | 24                   |                      |                      |

### En équipe nationale
| Année | Équipe   | Compétition |    | PJ | B | A | Pts | Pun               |  | Résultat |
| 1982  | URSS Jr. | CE Jr.      | 5  | 2  | 3 | 5 | 4   | Médaille d'or     |  |          |
| 1984  | URSS     | CM Jr.      | 7  | 2  | 7 | 9 | 0   | Médaille d'or     |  |          |
| 1986  | URSS     | CM          | 6  | 2  | 1 | 3 | 4   | Médaille d'or     |  |          |
| 1987  | URSS     | CM          | 10 | 1  | 1 | 2 | 8   | Médaille d'argent |  |          |
| 1987  | URSS     | CC          | 9  | 0  | 1 | 1 | 2   | Médaille d'argent |  |          |
| 1989  | URSS     | CM          | 8  | 1  | 3 | 4 | 0   | Médaille d'or     |  |          |
| 1992  | Russie   | JO          | 8  | 6  | 3 | 9 | 2   | Médaille d'or     |  |          |
| 1992  | Russie   | CM          | 4  | 2  | 1 | 3 | 0   | 5e                |  |          |